# Юрген Ровер
Юрген Ро́вер (на немски: Jürgen Rohwer; 24 май 1924, Фридрихрода – 24 юли 2015, Вайнщат) – германски военноморски историк, професор по история в Щутгартския университет и редактор на научно списание. Във фокуса на вниманието на професор Ровер е Втората световна война.

## Биография
През целия си живот германският изследовател публикува повече от 400 книги, статии и научни доклади за флотовете и за секретните служби през Втората световна война. Основните му произведения са превеждани и издавани не само на немски, но и на английски и руски език.

### Участие във Втората световна война
В периода от 1942 до 1945 г. служи в корабния състав на Кригсмарине, вкл. на ескадрения миноносец Z-24, на Sperrbrecher 104/Martha и на миночистача M-502.

### Изследователска дейност след края на Втората световна война
След края на войната, наред с проблемите по основата тема на творчеството си, изследва историята на Хамбургския университет.
В периода от 1958 до 1986 г. е главен редактор на научното списание Marine-Rundschau .
Публикациите на професор Ровер са свързани с българската морска история, доколкото той осветлява обстоятелствата около гибелта на кораба „Струма“, натоварен с еврейски бежанци и потопен в Черно море на 24 февруари 1942 г. от съветската подводница Щ-213. Германският професор е добре познат в България, като на публикациите му са посветени документален филм, статии и рецензии на български език.